# 李方訓
李方訓（1902年12月25日—1962年8月2日），男，江苏仪征人，中国物理化学家、教育家，金陵大学和南京大学教授。李方訓的研究重点是离子在水溶液中的物理化学特性。

## 生平
李方訓出生于一个书生之家，他的哥哥自己就创办过一所中学。1921年李方訓考入金陵大学，1925年他毕业于化学，在校教书三年后，李方訓于1928年赴美国西北大学深造，1930年获博士学位，此后返回金陵大学，担任理学院院长。日本入侵中国后李方訓随金陵大学内迁成都。1948年李方訓为他在离子特性方面所作出的贡献获得美国西北大学荣誉科学博士学位。1949年他加入中国民主同盟。1952年金陵大学和南京大学合并后李方訓出任南京大学副校长。1955年李方訓进入中国民主同盟中央委员会，并于同年当选中国科学院院士。